# Star-Trek-Technik
Die Star-Trek-Technik ist die Gesamtheit der in den Science-Fiction-Fernsehserien und -Filmen des Star-Trek-Franchise auftretenden fiktiven Geräte und Technik. Zum Teil versuchten die Autoren, die für die fiktive Technik verwendeten Begriffe serien- und filmübergreifend zu vereinheitlichen. Dabei sind einige erfundene Begriffe lediglich Variationen bestehender Wörter, wie beispielsweise Tricorder von Recorder und Dilithium von Lithium, während andere Bezeichnungen wie Heisenberg-Kompensator einen wissenschaftlichen Witz darstellen.

## Fiktion und Realisierbarkeit
Obschon der Entwurf der dort gezeigten Geräte im Wesentlichen finanziellen und dramaturgischen Notwendigkeiten folgte, wurde infolge der steigenden Popularität von Star Trek diese fiktive Technik von einigen Physikern auf Verträglichkeit mit den heute bekannten physikalischen Gesetzen untersucht. Ein Teil der in den Serien und Filmen gezeigten Technik wurde dabei von diesen nicht als grundsätzlich unmöglich ausgeschlossen. Besonders die dargestellte Alltagstechnik ist in den 2020er Jahren teilweise alltäglich, war jedoch zur Produktionszeit der Serien noch undenkbar. Zur Produktionszeit der ersten Serie des Franchise, Raumschiff Enterprise, in den 1960er-Jahren waren beispielsweise handliche Kommunikationsgeräte wie Mobiltelefone und Handhelds, Spracherkennungssysteme, Computertomographie sowie Flachbildschirme, sich automatisch öffnende Schiebetüren und kleine und tragbare Computer technisch noch nicht möglich.
Von der für die Dramaturgie der Produktionen eine Schlüsselrolle spielende Technik wurde vieles allerdings als physikalisch unmöglich oder technisch nicht realisierbar eingeschätzt.

## Effekte und Dramaturgie
In der Darstellung vieler technischer Details war die Star-Trek-Reihe stilbildend für spätere Science-Fiction-Filme. Teilweise griffen die Produzenten und Gestalter der Serie dabei auf ältere Filme des Genres zurück, übernahmen Ideen und entwickelten sie weiter.
Immer wieder wurden Sound-, Spezial- und Visuelle Effekte eingesetzt, die den Zuschauern eine Orientierungshilfe in der futuristischen Umgebung geben und die Spannung erhöhen sollten. So wurden zur Steigerung der Atmosphäre viele Vorgänge mit Geräuschen unterlegt, die in der Realität nicht zu hören sein dürften oder deren Entstehung nicht erforderlich wäre. Schallwellen können sich im nahezu materielosen Vakuum des Weltalls nicht ausbreiten. Trotzdem erzeugten vorbeifliegende Raumschiffe, das Abfeuern von Waffen und Explosionen eine entsprechende Geräuschkulisse. Erst im Film von 2009 wird dieser Punkt beachtet. Auch das Öffnen und Schließen der automatischen Türen an Bord der Enterprise wurde mit an pneumatische Mechanismen erinnernden Geräuschen untermalt.
Nur scheinbar realistisch waren die Flugbewegungen der Raumschiffe, die sich eher an den Erfordernissen für Flugkörper in einer Atmosphäre orientierten. Sämtliche Schiffe bewegten sich weitgehend in einer Ebene mit derselben Orientierung von oben und unten, wie Flugzeuge in der Luft, obwohl das im Weltall unnötig ist. Das war auch bedingt durch die ursprüngliche Befestigung der Modelle an Stangen, die sich nicht kreuzen durften (Motion-Control-Fotografie). Als Computer-Animationen freiere Bewegungsabläufe erlaubten, war diese Bewegungsform schon so etabliert, dass sie zunächst weitgehend beibehalten wurde und erst im Star-Trek-Kinofilm von 2009 mehrfach deutlich aufgegeben wurde. Obwohl es mangels Bezugssystem im Weltall kein „oben“ und „unten“ gibt, trafen mehrere Raumschiffe immer so aufeinander, dass sie sich „aufrecht“ gegenüberstanden; wobei die Kommandobrücke bei fast allen Raumschifftypen „oben“ lag. Die Ausnahme bildeten havarierte Schiffe oder verlassene Raumstationen, die in der Zuschauerperspektive bezüglich der Enterprise meist „schief“ im Raum lagen. In Star Trek II: Der Zorn des Khan nutzt Captain Kirk jedoch die Unerfahrenheit von Khan (der seit 1996 eingefroren war) im dreidimensionalen Kampf aus. Ferner folgen die Formen der Raumschiffe aerodynamischen Prinzipien, obwohl sie fast ausschließlich im luftleeren Raum agieren. Erklärt werden diese Formen innerhalb der Serie damit, dass der Überlichtflug (Warp) nur so technisch funktioniert, ohne den Weltraum zu „beschädigen“; weiter ausgefeilt wird dieser Aspekt durch die schwenkbaren Warp-Gondeln der USS Voyager.
Ein weiteres Gestaltungsmittel war die unrealistische Darstellung von als Waffen eingesetzten Energiestrahlen (vergleiche dazu Phaser). Diese wären äußerst ineffektiv, wenn sie seitlich sichtbares Licht aussendeten und sich nur mit der Geschwindigkeit eines Projektils oder noch langsamer bewegten, so dass Personen mit einem Sprung zur Seite einem bereits abgefeuerten Schuss ausweichen könnten.
Beinahe jedes technische Bauteil eines Schiffes fiel bei irgendeiner Weltraumschlacht oder aus anderen Gründen einmal aus. Dabei waren aus dramaturgischen Gründen Antrieb und Waffen besonders anfällig. Jedoch arbeitete der Künstliche-Schwerkraft-Generator sogar bei einem kompletten Energie- und Systemausfall problemlos weiter – mit einer Ausnahme im Kinofilm Star Trek VI: Das unentdeckte Land, bei dem das höhere Budget derartige Effekte zuließ. Wurden die Schiffe im Kampf getroffen, kam es regelmäßig zu Funkenflug oder Feuer an Armaturen auf der Brücke, obwohl diese nicht direkt getroffen worden waren. Wenn auch unrealistisch, erlaubte das eine dramatische Darstellung der Gefahren, in denen sich die Besatzung gerade befand.

## Star-Trek-Technik

### Antriebe

#### Impulsantrieb (Unterlichtantrieb)
Raumschiffe im Star-Trek-Universum werden vom sogenannten Impulsantrieb beschleunigt, um sich unterhalb der Lichtgeschwindigkeit fortzubewegen (Unterlichtgeschwindigkeit). Die Geschwindigkeit wird in Anteilen der Maximalgeschwindigkeit angegeben, also „voller Impuls“, „halber Impuls“ entsprechend der Beschleunigung, jedoch ist es unbekannt, welcher Geschwindigkeit das entspricht, ebenso die genaue Funktionsweise.
In dem zur Serie Raumschiff Enterprise – Das nächste Jahrhundert herausgebrachten Referenzwerk Die Technik der USS Enterprise, das neben anderen von Michael Okuda verfasst wurde, wird erklärt, dass der Impulsantrieb durch Kernfusion betrieben wird. Weiterhin heißt es dort, dass voller Impuls 25 % der Lichtgeschwindigkeit entspricht, weil bei höheren Geschwindigkeiten unerwünschte relativistische Effekte auftreten. Grundsätzlich hat diese Antriebsform aber keine Geschwindigkeitsbeschränkung, abgesehen von der natürlichen Lichtgeschwindigkeitsbarriere.

#### Warp-Antrieb (Überlichtantrieb)

Nach der Star-Trek-Physik ist es möglich, dass ein Raumschiff mit Hilfe des sogenannten Warp-Antriebs interstellare Entfernungen überwindet.

Die Fortbewegung mit Überlichtgeschwindigkeit in der Star-Trek-Welt ist wohl einer der meistdiskutierten Punkte. Nach der Star-Trek-Physik ist es möglich, dass ein Raumschiff mit Hilfe des sogenannten Warp-Antriebs interstellare Entfernungen überwindet, ohne in Konflikt mit den Gesetzen der Relativitätstheorie zu kommen. Das jeweilige Raumschiff erreicht seinen Zielort zwar schneller als das Licht, bewegt sich innerhalb der vom Raum-Zeit-krümmenden Antrieb erzeugten Warp-Blase aber mit Unterlichtgeschwindigkeit – das Raumschiff wird also nicht etwa überlichtschnell beschleunigt, sondern der Weg verkürzt.
In der fiktiven Zeitleiste, welche in der Serie verwendet wird, wurde die Technik nach ihrer Erfindung im Jahr 2063 zur vorherrschenden Antriebsart des menschlichen Raumflugs und später zum Transwarp-Antrieb weiterentwickelt. Im Gegensatz zum alcubierrschen Warp-Antrieb wird dabei auf exotische Materie verzichtet und stattdessen ein fiktiver höherdimensionaler Subraum genutzt.
Auch unterscheidet sich die Namensgebung der Antriebskomponenten. Während Alcubierre von Warp-Blase sowie Expansion und Kontraktion spricht, werden die äquivalenten Komponenten in Star Trek Warp-Feld beziehungsweise Raumverzerrung genannt. Allerdings kommt auch das Wort Warp-Blase in der Episode Das Experiment von TNG vor, allerdings in einem anderen Zusammenhang.
In den vom ZDF synchronisierten Folgen der Originalserie Raumschiff Enterprise wurde der Warp-Antrieb auch als „Sol“-Antrieb bezeichnet. Dieser Begriff (angeblich die Abkürzung für Speed Over Light) stammt ursprünglich aus der britischen Science-Fiction-Serie UFO.

##### Entwicklung
Die Warp-Technik wurde von extraterrestrischen Zivilisationen wie z. B. den Vulkaniern schon vor ihrer Entwicklung auf der Erde eingesetzt. Auf der Erde wurde der Warp-Antrieb von Zefram Cochrane gegen Mitte des 21. Jahrhunderts während und nach dem Dritten Weltkrieg in Bozeman, Montana entwickelt. Cochrane benutzte für den Antrieb einen Fusionsreaktor, um Plasma zu erhitzen, das er dann durch Warp-Spulen schickte und somit eine stabile Warp-Feldblase erzeugte. Aus den Bestandteilen einer ausgemusterten Interkontinentalrakete vom Typ LGM-25C Titan II entwickelte er die Phoenix, mit der er am 5. April 2063 den ersten menschlichen Weltraumflug mit Warp 1 (Lichtgeschwindigkeit) unternahm. Der Flug wurde vom vulkanischen Forschungsschiff T’Plana Hath registriert, das daraufhin einen ersten friedlichen Kontakt mit der menschlichen Zivilisation aufnahm. Cochrane erlangte dadurch Ruhm in der ganzen bekannten Galaxis, und Schulen wie die Zefram Cochrane High School, Städte und sogar Planeten wurden nach ihm benannt. Ihm zu Ehren wird auch die physikalische Warp-Feldeinheit als Cochrane bezeichnet. Die Ereignisse um Cochranes Erfindung werden in Star Trek: Der erste Kontakt ausführlich erzählt. Nach anderen Quellen (die Folge Metamorphosis aus dem Jahr 1967) erfolgte die Erfindung Cochranes allerdings schon im Jahr 2061.

##### Geschwindigkeitsskala

Grafik des Warp-Felds. Das Raumschiff verbleibt in einer Blase des Normalraums.

Für den Warp-Antrieb gibt es in Star Trek eine Geschwindigkeitsskala. Die Geschwindigkeit, mit der sich ein Warp-getriebenes Raumschiff in den Star-Trek-Episoden bewegt, wird üblicherweise nur mit einem Warp-Faktor angegeben. Dabei entspricht Warp 1 der einfachen Lichtgeschwindigkeit c, und bei höheren Faktoren erhöht sich die Geschwindigkeit exponentiell. Laut der Vorgabe von Gene Roddenberry sollte die ursprüngliche Enterprise eine Maximalgeschwindigkeit von 0,73 Lichtjahren pro Stunde haben, was etwa 6395-facher Lichtgeschwindigkeit entspricht, wobei er den dazugehörigen Warp-Faktor offengelassen hat. Diese Warp-Skala ist aber nicht über alle Star-Trek-Serien konsistent und wurde im Laufe der Produktion mehrmals geändert. Ein bekanntes Beispiel für eine solche Änderung findet sich in der finalen Episode Gestern, heute, morgen aus der Serie Raumschiff Enterprise – Das nächste Jahrhundert. Obwohl im ersten Produktionsjahr, in der Episode Der Reisende, Warp 10 als höchstmöglicher Warp-Faktor eingeführt wurde, können Raumschiffe der in der Abschlussepisode gezeigten alternativen Zeitlinie mit Warp-Faktor 13 fliegen.
In der Serie Raumschiff Voyager wurde anstelle eines konstanten Warp-Faktors eine konstante durchschnittliche Fortbewegungsgeschwindigkeit eingeführt, die mit verschiedenen Warp-Faktoren assoziiert wurde. Im Pilotfilm der Serie wird die Höchstgeschwindigkeit der USS Voyager mit Warp-Faktor 9,975 angegeben. In der Episode Der Schwarm aus der dritten Staffel wird die höchste Dauerfluggeschwindigkeit über mehr als 12 Stunden mit Warp-Faktor 9,75 angegeben. In der Episode Das Pfadfinder-Projekt, in der sechsten Staffel, wird die Durchschnittsgeschwindigkeit der Voyager von den Wissenschaftlern bei der Sternenflotte mit Warp-Faktor 6,2 angenommen. Im Pilotfilm und in verschiedenen Episoden der ersten drei Staffeln wird immer wiederkehrend gesagt, dass die Heimreise zur Erde, die zu dem Zeitpunkt mehr als 70.000 Lichtjahre entfernt liegt, etwa 70 Jahre dauern würde. In der vierten Staffel wird in mehreren Episoden für eine Reststrecke von 60.000 Lichtjahren eine Restflugzeit von 60 Jahren angegeben. Dieses Schema von 1 Jahr Flugzeit auf 1000 Lichtjahren Entfernung wird im Laufe der Serie konsistent beibehalten. So wird in den letzten Episoden der siebten Staffel von 30 Jahren Flugzeit bis zur Erde gesprochen, wobei sich das Raumschiff im Zeitraum dieser Episoden immer noch etwa 30.000 Lichtjahre von der Erde entfernt befindet.
In den verschiedenen Referenzwerken zu den Filmen und Serien wurden von den jeweiligen Buchautoren zwei ungefähr geometrisch ansteigende Skalen eingeführt. Die ursprüngliche kubische Skala von Franz Joseph (Star Trek Technical Manual) war nach oben offen, während die spätere Skala von Michael Okuda (Die Technik der USS Enterprise) nur von 0 bis 10 definiert war. In der Skala von Okuda, die auf einer Potenzfunktion basiert, ist der Exponent für die Warp-Faktoren 1 bis einschließlich 9 konstant bei 10/3. Für die Werte zwischen 9 und 10 wurde im Buch Star Trek Enzyklopädie von Michael Okuda für die Warp-Skala ein ansteigender Exponentenverlauf angegeben. Warp-Faktor 10 wurde als unendliche und damit praktisch unerreichbare Geschwindigkeit dargestellt.
| Warp-Faktor | Geschwindigkeit nach der ursprünglichen Skala (Franz Joseph) | Geschwindigkeit nach der geänderten Skala (Michael Okuda) | Kanonische Referenz |
| ----------- | ------------------------------------------------------------ | --------------------------------------------------------- | --- |
| 1           | Lichtgeschwindigkeit                                         | Lichtgeschwindigkeit                                      | |
| 2           | 8-fache Lichtgeschwindigkeit                                 | 10-fache Lichtgeschwindigkeit                             | In der Episode Todesstation aus der Serie Star Trek: Enterprise wird gesagt, dass die Enterprise für 130 Lichtjahre mit Warp 2 etwa eine Dekade (10 Jahre) Reisezeit benötigen würde. Damit entspricht Warp 2 hier etwa 13-facher Lichtgeschwindigkeit. |
| 3           | 27-fache Lichtgeschwindigkeit                                | 39-fache Lichtgeschwindigkeit                             | In der Episode Der Sammler aus der Serie Raumschiff Enterprise – Das nächste Jahrhundert wird eine Flugstrecke von 0,102 Lichtjahren (etwa 970 Milliarden Kilometer) bei Warp 3 mit einer Flugzeit von 23 Stunden angegeben. Das entspricht einer Reisegeschwindigkeit 11,7 Millionen Kilometer pro Sekunde oder von etwa 39-facher Lichtgeschwindigkeit |
| 4           | 64-fache Lichtgeschwindigkeit                                | 102-fache Lichtgeschwindigkeit                            | In der Episode Entscheidungen aus der Serie Raumschiff Voyager wird gesagt, dass ein Shuttle der Voyager für 70.000 Lichtjahre Wegstrecke zurück zur Erde etwa 700 Jahre Flugzeit benötigen würde. Daraus folgt, dass Warp 4, die erwähnte Höchstgeschwindigkeit des Shuttles, etwa 100-facher Lichtgeschwindigkeit oder etwa 30 Millionen Kilometer pro Sekunde entspricht. |
| 5           | 125-fache Lichtgeschwindigkeit                               | 213-fache Lichtgeschwindigkeit                            | In der Episode Die Ausdehnung sagt Captain Archer, dass der Flug zur Delphischen Ausdehnung einem 3-Monats-Trip mit der Höchstgeschwindigkeit der Enterprise (von Warp 5) entspricht. Bei Ankunft der Enterprise wird der Abstand zur Erde mit 50 Lichtjahren angegeben. Somit entspricht Warp 5 hier etwa 200-facher Lichtgeschwindigkeit. |
| 6           | 216-fache Lichtgeschwindigkeit                               | 392-fache Lichtgeschwindigkeit                            | |
| 7           | 343-fache Lichtgeschwindigkeit                               | 656-fache Lichtgeschwindigkeit                            | In der Episode E² aus der Serie Star Trek: Enterprise soll die Enterprise für ein Treffen mit Degra einen 11,6 Lichtjahre langen Subraumkorridor durchfliegen. Dabei kommt es jedoch zu einer Zeitreise, wobei die Enterprise 127 Jahre in die Vergangenheit geworfen wird. Als die ältere Enterprise auf ihr jüngeres Pendant trifft (um sie zu warnen), schlägt Captain Lorian vor, den Warp-Antrieb so zu modifizieren, dass die jüngere Enterprise kurze Zeit Warp-Faktor 6,9 erreichen und damit diese Strecke in etwa zwei Tagen zurücklegen kann, ohne den Korridor zu benutzen. Somit entsprechen Warp 6,9 etwa 2117-facher Lichtgeschwindigkeit. |
| 8           | 512-fache Lichtgeschwindigkeit                               | 1024-fache Lichtgeschwindigkeit                           | |
| 9           | 729-fache Lichtgeschwindigkeit                               | 1516-fache Lichtgeschwindigkeit                           | In der Episode Boks Vergeltung aus der Serie Raumschiff Enterprise – Das nächste Jahrhundert behauptet Riker, dass die Enterprise für eine 300 Milliarden Kilometer lange Flugstrecke bei Warp 9 rund 20 Minuten Flugzeit benötigen würde. Damit entspricht Warp-Faktor 9 in dieser Situation einer Geschwindigkeit von 900 Milliarden Kilometer pro Stunde (=250 Millionen Kilometer pro Sekunde) oder etwa 830-facher Lichtgeschwindigkeit. |
| 9,9         | 970,30-fache Lichtgeschwindigkeit                            | 21.500-fache Lichtgeschwindigkeit                         | In der Episode Die 37er aus der Serie Raumschiff Voyager wird Warp 9,9 mit 4 Milliarden Meilen pro Sekunde (6,5 Milliarden Kilometer pro Sekunde) gleichgesetzt, was etwa 21.500-mal schneller als die Lichtgeschwindigkeit ist. |
| 10          | 1000-fache Lichtgeschwindigkeit                              | unendliche Geschwindigkeit                                | In der Episode Die Schwelle aus der Serie Raumschiff Voyager wird Warp 10 als unendliche Geschwindigkeit angegeben. Dennoch wird Warp-Faktor 10 in einem Experiment mit einer neuen Art Warp-Antrieb von einem Shuttle der USS Voyager kurzzeitig erreicht, wobei sich der Pilot laut eigener Aussage überall im Universum gleichzeitig befand. |
| 11          | 1331-fache Lichtgeschwindigkeit                              | außerhalb der Skala                                       | In der Episode Stein und Staub wird die USS Enterprise von Kelvanern übernommen. Der Antrieb wird von ihnen so modifiziert, dass Warp 11 dauerhaft erreicht werden kann. Damit soll die Flugstrecke zur Andromeda-Galaxie von ungefähr 2,5 Millionen Lichtjahren in weniger als 300 Jahren zurückgelegt werden. Das entspricht einer Fluggeschwindigkeit von mindestens 8333-facher Lichtgeschwindigkeit. |
| 12          | 1728-fache Lichtgeschwindigkeit                              | außerhalb der Skala                                       | |
| 13          | 2197-fache Lichtgeschwindigkeit                              | außerhalb der Skala                                       | Höchstgeschwindigkeit der USS Pasteur und USS Enterprise in einer zukünftigen Zeitlinie in der Abschlussepisode Gestern, heute, morgen aus der Serie Raumschiff Enterprise – Das nächste Jahrhundert |
| 14          | 2744-fache Lichtgeschwindigkeit                              | außerhalb der Skala                                       | |
| 15          | 3375-fache Lichtgeschwindigkeit                              | außerhalb der Skala                                       | |

Für die Berechnung der Geschwindigkeiten zwischen den gegebenen Werten wurden von Fans, Physikern und Star-Trek-Mitarbeitern in der Literatur diverse komplizierte Formeln ausgearbeitet, die jedoch nie offiziell wurden. In den meisten Episoden bewegen sich Raumschiffe mit weit höheren Geschwindigkeiten, als es laut der jeweils für die entsprechende Serie publizierten Warp-Skala möglich wäre.

##### Energiequellen
Um die Nutzung des Warp-Antriebs plausibel machen zu können, wurden eine spezielle Energiequelle und zusätzliche Aggregate eingeführt, deren Konstruktion erneut diverse physikalische Probleme aufwirft. Die Autoren von Star Trek entwickelten nachfolgende Ideen:
- Die großen Mengen an notwendiger Energie für einen Warp-Antrieb werden durch einen fiktiven Antimaterie-Reaktor erzeugt, der neben dem Antrieb auch die anderen Schiffssysteme wie Schutzschilde und Waffen mit Energie versorgt. Dabei reagieren (annihilieren) die Materie-Antimaterie-Teilchen im Warp-Kern miteinander und es entsteht Energie. Diese wird über die seitlich am Raumschiff aufgehängten Warp-Gondeln abgegeben, so dass ein Warp-Feld (Raum-Zeit-Blase) erzeugt wird, das mit Hilfe des sogenannten Subraums die Raumzeit krümmt. Solange das Warp-Feld aktiv ist, bewegt sich das Raumschiff nun mit Warp-Geschwindigkeit. Da es sich auf der Grenze zwischen dem normalen Raum und dem kompakten Subraum innerhalb seines Warp-Felds in seinem eigenen lokalen „Universum“ befindet, werden die Gesetze der Physik nach dieser Theorie nicht verletzt; innerhalb seines eigenen „Universums“ bewegt sich das Raumschiff nicht schneller als mit Lichtgeschwindigkeit. Der Subraum dient dabei als Vermittler zwischen Warp-Feld und Raum-Zeit-Kontinuum.
- In späteren Episoden führten die Autoren zusätzlich noch außerirdische Varianten des Warp-Antriebs ein, die sogenannte Quanten-Singularitäten als Energiequelle nutzen. Die Art und Weise, wie die Energie aus dem Schwarzen Loch gewonnen wird, wurde dabei aber völlig offen gelassen und bietet bis heute Spielraum für zahlreiche Spekulationen.
- Des Weiteren gibt es noch zahlreiche rein fiktive Energiequellen wie den Tetryon-Reaktor oder den Subraum-Generator, die als sogenanntes plot device nur in einzelnen Episoden zur Anwendung kamen und nie näher erklärt wurden.

##### Alternative Überlichtantriebe
In einigen Episoden werden auch alternative Überlichtantriebe zum Warp-Antrieb entwickelt. Damit wollten sich die Autoren Freiräume schaffen, um für einzelne Folgen große Entfernungen zurückzulegen. Eine Autorenanmerkung im Buch Die Technik der USS Enterprise formuliert es folgendermaßen: „Und schließlich mussten wir ein Hintertürchen für verschiedene mächtige Außerirdische wie Q schaffen, die den Kniff raus haben, das Schiff innerhalb einer Werbepause Millionen Lichtjahre weit durch den Raum zu schleudern.“

###### Alternative Techniken: Transwarp-, Koaxialwarp- und Quanten-Slipstream-Antrieb
Der Begriff Transwarp fiel einige Male in verschiedenen Star-Trek-Folgen, und zwar sowohl im Zusammenhang mit der Antriebstechnik der Borg und anderer hoch entwickelter Völker als auch mit einem Entwicklungsprojekt der Sternenflotte in Star Trek III: Auf der Suche nach Mr. Spock. Es handelt sich dabei um eine alternative Überlichtantriebstechnik, die sich andere physikalische Auswirkungen des fiktiven Subraums zunutze macht.
Ein Beispiel dafür liefern die Borg, die so genannte Transwarp-Zentren entwickelt haben. Das sind stationäre Gebilde, die Transwarp-Reisen durch sogenannte Transwarp-Kanäle (röhren- oder schlauchartige Raum-Zeit-Kontinuen innerhalb des fiktiven Subraums) ermöglichen sollen. Mindestens fünf dieser Transwarp-Zentren existieren im Star-Trek-Universum (das sechste wurde in der Episode Endspiel durch die USS Voyager zerstört). Ansonsten nutzen die Borg auch Transwarp-Spulen auf ihren Raumschiffen, die auch außerhalb der Transwarp-Zentren Zugang zu den Transwarp-Kanälen ermöglichen. In der VOY-Episode Das ungewisse Dunkel wird eine solche Spule von der Crew der USS Voyager gestohlen, um damit die Heimreise um 10 Jahre zu verkürzen.
Andere Völker nutzen beispielsweise die Raumfaltung (in Star Trek als Koaxial-Warp oder Raumtrajektion bezeichnet), um höhere Geschwindigkeit als die Sternenflotte zu erzielen (diese Varianten wurden in den Voyager-Episoden Das oberste Gesetz und Vis-a-Vis erwähnt). In den neueren Episoden (In Furcht und Hoffnung sowie Temporale Paradoxie) der Serie Voyager wurde zudem der sich im experimentellen Stadium befindliche Quanten-Slipstream-Antrieb vorgestellt und auch in einem ersten Feldversuch eingesetzt. Die mangelnde Kontrollierbarkeit des Manövrierens im durch den Antrieb erzeugten Slipstream machte jedoch eine Erprobung bis auf Weiteres zu gefährlich.
Weitere Beispiele:
- Subraumwirbel der Xindi
- Transwarp-Antrieb der Voth

##### Stationärer Warp-Antrieb: Solitonwelle, Subraumkatapult und künstliche Wurmlöcher
Neben den mobilen Varianten wurde in den Episoden Die Solitonwelle aus Raumschiff Enterprise – Das nächste Jahrhundert und Die Voyager-Konspiration aus Voyager auch mit stationären Überlichtantrieben wie der Solitonwelle oder dem Subraumkatapult experimentiert, die ein Raumschiff mittels ruhendem Antriebssystem auf Warp-Geschwindigkeit befördern sollten.
Letztendlich griffen die Autoren auch mehrmals zu der Idee der Erschaffung künstlicher Wurmlöcher. In Star Trek: Der Film wurde ein solches Wurmloch durch eine Fehlfunktion des Warp-Antriebs erschaffen. Die Handlung der Episode Wiedervereinigt aus der Serie Star Trek: Deep Space Nine dreht sich gänzlich um die willentliche Erschaffung von künstlichen Wurmlöchern durch die Föderation.
Weitere Beispiele:
- Geodätische Falte
- Verlagerungswelle des Fürsorgers

#### Sporenantrieb
Ein weiteres Beispiel für einen alternativen Antrieb ist der Sporenantrieb, der in Star Trek: Discovery Staffel 1, Folge 3 eingeführt wird. Dieser nutzt ein sogenanntes Myzel-Netzwerk, um mit Sporen große Distanzen zurückzulegen. Der Sporenantrieb in seiner Form, wie er auf der USS Discovery und USS Glenn eingesetzt wird, wurde von Lt. Paul Stamets entwickelt. Mit dieser Art des Antriebs sind Sprünge über große Distanzen und sogar zwischen verschiedenen Parallel-Universen möglich, da das Myzel-Netzwerk außerhalb des Multiversums existiert. Um aber durch dieses Netzwerk zu navigieren, wird laut der Aussage von Paul Stamets ein Supercomputer benötigt. Da dieser nicht existiert, wurde auf der USS Glenn eine Tardigrade verwendet. Nach der Zerstörung der Glenn wird diese auf die USS Discovery übertragen. Dort stellt sich heraus, dass dieses Weltraumwesen als Mittler zwischen dem Myzel-Netzwerk und dem Schiff fungiert hat. Dies führt allerdings dazu, dass die Tardigrade dabei Schmerzen erleidet und schließlich ihre Funktion auf der USS Discovery nicht erfüllen kann. Jedoch verband sich Paul Stamets mit der DNS der Tardigrade. Seitdem fungiert er als Mittler zwischen dem Myzel-Netzwerk und der USS Discovery.

#### Weitere Möglichkeiten des überlichtschnellen Fluges
Neben technischen Lösungen gibt es auch noch exotische Phänomene, die natürlichen Ursprungs sind und Raumschiffe auf Überlichtgeschwindigkeit befördern können.
Ein bekanntes Beispiel sind die bajoranischen Sonnensegel-Raumschiffe, die durch natürlich vorkommende Tachyonen-Wirbel auf Überlichtgeschwindigkeit beschleunigt werden können. Captain Sisko baut mit seinem Sohn Jake ein solches Raumschiff in der Episode Die Erforscher nach und reist auf diese Art von Deep Space 9 bis nach Cardassia.
Die Nutzung natürlich vorhandener Wurmlöcher ist ebenfalls möglich. Die gesamte Serie DS9 dreht sich um eine Raumstation am Rande des sogenannten bajoranischen Wurmlochs, dem einzig bekannten Wurmloch im Raum der Föderation, dessen beide Enden jeweils eine stabile Position in Raum und Zeit haben. Dieses Wurmloch ist kein natürliches Phänomen, sondern wurde von zeitlosen Wesen geschaffen, die von den Bajoranern „Propheten“ genannt werden. Das sogenannte barzanische Wurmloch, das lange Zeit für stabil gehalten wurde, es aber tatsächlich nicht ist, war in der TNG-Episode Der Barzan-Handel Handelsgut bei einer Verhandlung zwischen den Barzanern und mehreren Mächten des Alpha-Quadranten wie der Föderation und den Ferengi.
Weitere Beispiele:
- Intermittierende zyklische Wirbel
- Kerr-Schleife (ein Wurmloch durch Raum und Zeit)
- Raumwirbel
- Subraumkorridore der Vaadwaur
- Subraumströmungsfeld
- Subraumspalte
- Subraumtrichter

### Deflektor
Neben vielen verschiedenen Sensoren befindet sich auch der Generator für den Deflektorschild in der Deflektorschüssel; sie ist bei nahezu allen Föderations-Raumschiffen als deutlicher Parabolspiegel am Rumpf zu sehen. Er dient dazu, sich in der Flugbahn befindende Partikel und kleinere Asteroiden abzulenken. Diese könnten sonst bei Überlichtgeschwindigkeit Beschädigungen der Außenhülle verursachen.
Der Deflektor dient bei Stillstand des Schiffes häufig für wissenschaftliche Experimente. Durch eine Anpassung des Deflektors können energetische Strahlen ausgesendet werden. Im Film Der erste Kontakt verhindern Worf und Picard die Modifikation des Deflektors zu einer Kommunikationsphalanx durch die Borg. In der Serie TNG verwendet La Forge den Deflektor eines Schiffes, um einen „Feedbackimpuls“ in die Waffenbank eines angreifenden Schiffes zu senden.

### Holodeck
In den Star-Trek-Serien wird das Holodeck als ein Raum dargestellt, in dem beliebige virtuelle Welten mittels einer Kombination aus Holografie- und Replikatoren-Technik simuliert werden können. Im Unterschied zu tatsächlich existierenden Virtuelle-Realität- und CAVE-Systemen können die dargestellten Umgebungen, Gegenstände und Personen aber nicht nur visuell und akustisch, sondern auch haptisch realistisch wahrgenommen werden, so dass beim Benutzer ein Gefühl völliger Immersion erzeugt wird.
Schröter (2003) bezeichnete das Holodeck – einen Vortragstitel des Computergrafik-Pioniers Ivan Sutherland aufgreifend – als „Phantasma des ultimativen Displays“ – als einen „Raum, der jede beliebige Umgebung audiovisuell, haptisch und […] auch olfaktorisch und gustatorisch erschaffen kann.“
Ein ähnlicher Raum wurde in dem sowjetischen Film Roboter im Sternbild Kassiopeia (1975) dargestellt.

#### Filmvirtualität
Die Darstellungen des Holodecks in den Filmen und Serien ist unterschiedlich: In manchen Folgen der zweiten Star-Trek-Serie löst sich im Holodeck simulierte komplexe Materie (wie holographische Menschen) außerhalb des Holodecks auf, während in anderen Folgen einfache Gegenstände aus dem Holodeck mitgenommen werden können. In einer Folge wird erwähnt, dass das Holodeck, ähnlich wie ein Replikator, in der Lage ist, Materie zu erzeugen oder per Transporter ins Holodeck zu beamen. Trinkt jemand im Holodeck Wein, wird dieser kurz vor dem Moment des Trinkens repliziert und dadurch materialisiert. Auch der Zusammenhang zwischen räumlicher Ausdehnung des Holodecks und der Begrenzung der darin erzeugten begehbaren virtuellen Welt wird unterschiedlich dargestellt: In einer Folge wirft ein Protagonist einen Gegenstand an die Wand des Holodecks, die mit einer kurzen Verzerrung des Bildes reagiert. In anderen Folgen dagegen bewegen sich die Besucher des Holodecks scheinbar ohne räumliche Grenzen, wenngleich sie schon längst auf eine Wand hätten treffen müssen, was allerdings oft durch ein Kraftfeld erklärt wird, das eine tatsächliche Bewegung tretmühlenartig verhindert. Ein wichtiges dramaturgisches Element der dargestellten Holodeck-Technik sind die sogenannten Sicherheitsprotokolle, die trotz der haptischen Dimension der virtuellen Umgebungen gefährliche Verletzungen der Protagonisten ausschließen sollen.

#### Realisierbarkeit
Lawrence M. Krauss sieht 1996 in seiner Untersuchung – auch unter Annahme sehr weit fortgeschrittener Technik – keine denkbare zu Grunde liegende Funktionsweise zur Realisierung einer solchen Vorstellung.
Fühlbare 3D-Projektionen sind die Grundlage des Holodecks. Forscher der Universität in Tokio haben auf der SIGGRAPH 2009 in New Orleans eine Holoprojektion vorgestellt, die bei Berührung Druck ausübt. Projektionen fühlen sich dadurch wie feste Objekte an. Regentropfen auf der Hand sind gut sichtbar und erfühlbar.

### Jefferies-Röhren
Jefferies-Röhren sind standardisierte Wartungsschächte in den Raumschiffen der Sternenflotte. Sie werden benutzt, um alle Systeme an Bord der Schiffe oder Stationen zu erreichen. Da sie sehr eng sind, müssen Personen in ihnen kriechen. In den ersten Folgen von Raumschiff Enterprise – Das nächste Jahrhundert wurden sie Jeffries-Röhren genannt. Nur in der Serie Voyager und im achten Star-Trek-Film sind Jefferies-Röhren sichtbar, die direkt von einem Schiffsdeck begehbar sind; sie könnten jedoch auch zwischen Decks liegen. In der Regel sind sie waagerecht bzw. im 90°-Winkel angeordnet, manchmal aber auch senkrecht und dann nur durch Klettern über Leitern zu erreichen. So kann auch zwischen verschiedenen Decks hin und her gewechselt werden.
Jefferies-Röhren werden oft als dramaturgisches Element eingesetzt: Da sie sehr eng und schlecht beleuchtet sind, wirken sie unheimlich und werden nicht selten dazu benutzt, um beim Zuschauer Angst zu erzeugen, besonders in Verbindung mit mysteriösen Vorgängen, die sich in den Röhren ereignen.
Die Bezeichnung dieser Schächte geht auf Walter M. Jefferies zurück, der als Modellbauer für Paramount Pictures das Modell der ersten USS Enterprise für Star Trek entwarf.

### Kraftfeld
Kraftfelder können als eine Variation der Schildtechnik genutzt werden, um Schiffskorridore abzusperren. Weiter können sie als unsichtbares „strukturelles Integritätsfeld“ dem Schiffsrumpf die nötige Festigkeit zu verleihen, um Angriffen standzuhalten und starke Beschleunigungen zu überstehen. Bei Beschädigungen der Schiffsstruktur – etwa bei Unfällen oder Kampfhandlungen – können Kraftfelder die Funktion eines Schotts übernehmen.
Kraftfelder können auch für bestimmte Dinge gezielt durchlässig sein. So wird beispielsweise die Atmosphäre in der Shuttlebucht gehalten, während Fähren frei passieren können. Auch gibt es Quarantäne-Kraftfelder auf Krankenstationen für Isolationszwecke.

### Künstliche Schwerkraft
Im Star-Trek-Universum kann Schwerkraft künstlich erzeugt, aber ebenso aufgehoben werden. So ist Schwerkraft auf Raumschiffen im schwerelosen Raum problemlos verfügbar und große Schiffe wie die Voyager oder die Enterprise in der Kelvin-Zeitlinie können auf Planetenoberflächen landen und abheben, ohne strukturelle Schäden zu erleiden. Die Raumschiffe der Föderation und auch die der meisten anderen Völker sind in einer klaren oben/unten-Struktur aufgeteilt (selbst die dezentralen Schiffe der Borg), die Schwerkraftsverhältnisse ähneln zumeist denen der Erde. Die technischen Hintergründe werden dazu kaum erläutert. Dass die Schwerkraft auch bei großen Schäden an einem Raumschiff kaum ausfällt, hat zunächst Kostengründe und wurde nur selten dramaturgisch umgesetzt (siehe Abschnitt Effekte und Dramaturgie). Michael Okuda soll angedeutet haben, dass die Schwerefeld-Generatoren ähnlich wie heiße Herdplatten zu verstehen sind und auch nach einem schiffsweiten Systemausfall noch eine Zeitlang gravitativ wirken.

### LCARS

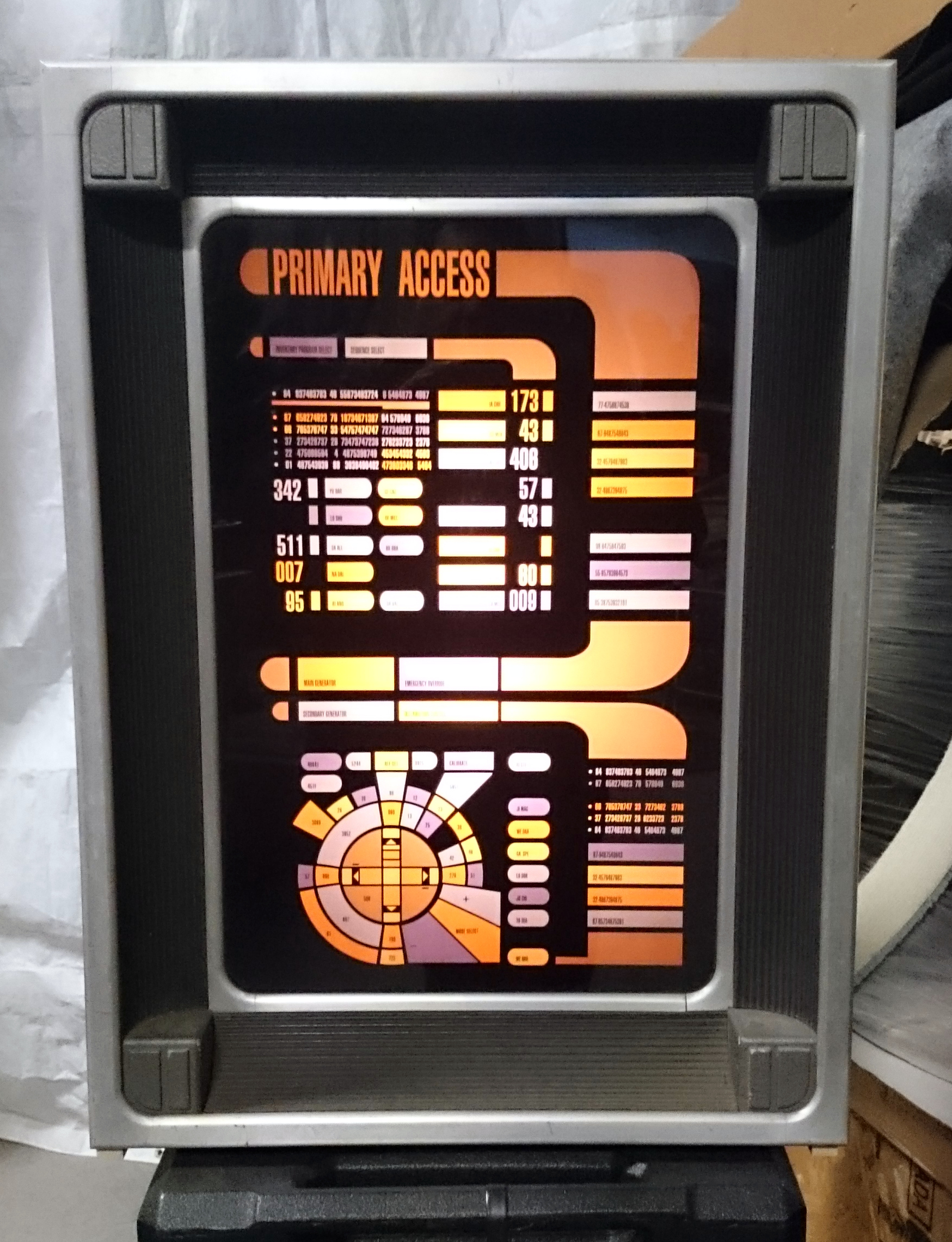
LCARS-Konsole der Voyager

LCARS ist eine fiktive grafische Benutzerschnittstelle, die in Star-Trek-Produktionen auf den Steuerungskonsolen der Raumschiffe zu sehen ist. Die Abkürzung LCARS steht für Library Computer Access and Retrieval System (zu deutsch: „Bibliotheks-Rechner-Zugriffs- und Abfragesystem“). Das Akronym wurde von der Drehbuchautorin Dorothy Fontana erfunden. Entworfen wurde die Schnittstelle von „Scenic Art Supervisor“ Michael Okuda, weshalb man die statischen Hintergrundgrafiken und Computeranimationen als Okudagramm bezeichnet. In einem Interview erklärte Okuda, dass LCARS eine benutzerfreundliche und intuitive Oberfläche sei, die sich dem Benutzer anpasse und nicht umgekehrt. Das sei seiner Meinung nach zum Teil sehr schlecht von den damals existierenden Betriebssystemen umgesetzt worden. LCARS wird von der Linux-Gemeinde spaßeshalber auch mit  Linux Can Also Run Starships (engl. für „Linux kann auch Raumschiffe steuern“) übersetzt.
LCARS war zum ersten Mal in Folgen von Raumschiff Enterprise – Das nächste Jahrhundert bis einschließlich Star Trek: Lower Decks zu sehen.
In der realen Welt werden Touchscreens verwendet, was in etwa der fiktiven LCARS-Technik entsprechen dürfte.
Ein LCARS-Interface kann Informationen über den Schiffsstatus und die Bedienung liefern. LCARS wird durch die bereits in TOS eingeführte sprachgesteuerte Schnittstelle ergänzt und wurde von TNG über DS9 bis zu den Kinofilmen dem jeweils aktuellen Design angepasst; somit blieb es immer auf der Höhe der Zeit. Selbst in Gene Roddenberrys Andromeda-Fernsehserie gibt es eine KI-gesteuerte Version von LCARS, die sich sehr stark vom LCARS der Föderation unterscheidet.
Es gibt inzwischen LCARS-Benutzeroberflächen für Windows- und Linux-Betriebssysteme, die zumindest optisch ein LCARS auf dem heimischen PC ermöglichen.

### PADD

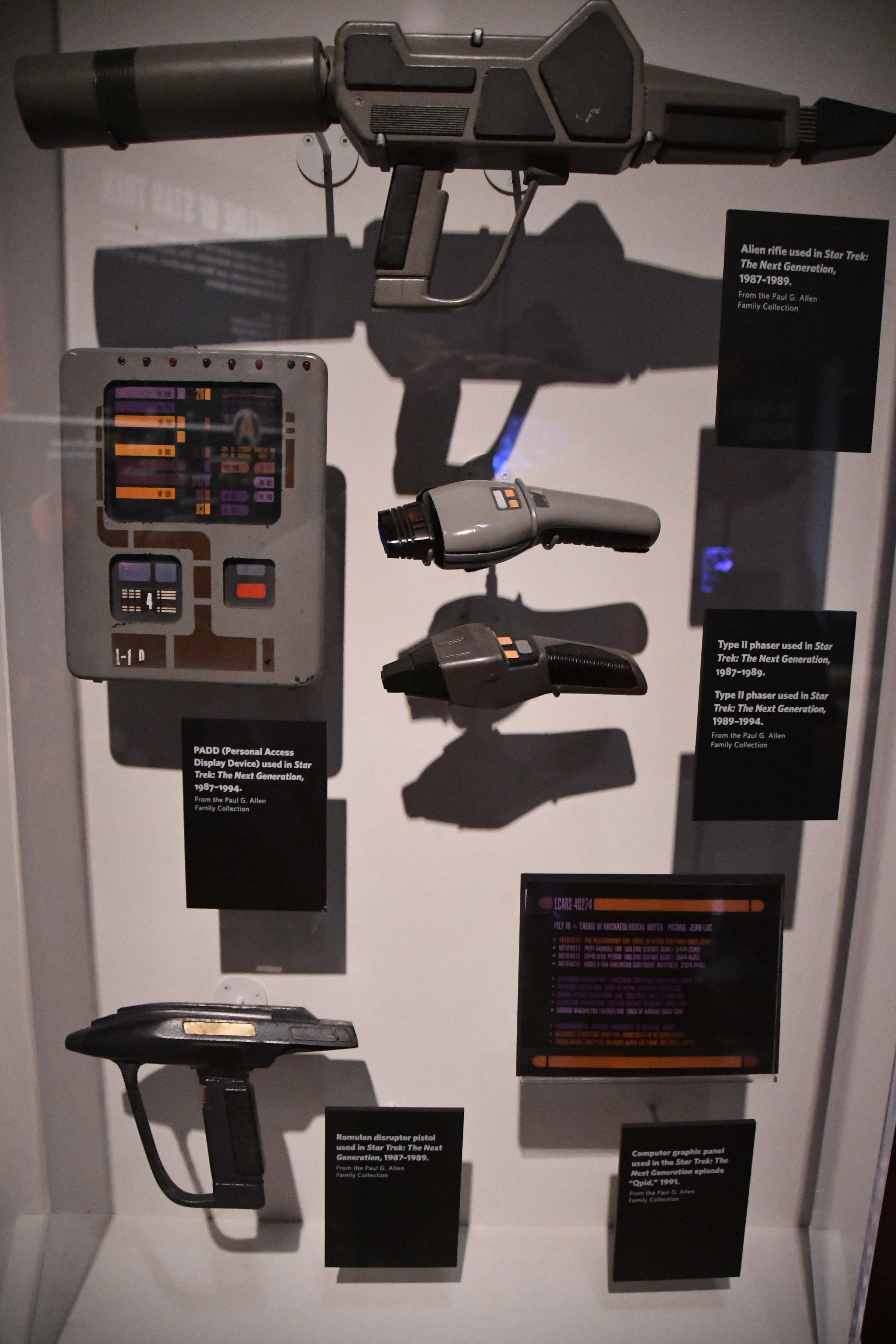
PADD (links) und Waffen aus Raumschiff Enterprise – Das nächste Jahrhundert

Die Abkürzung PADD steht für Personal Access Display Device, auf Deutsch etwa „Persönliches Zugriffs- und Anzeigegerät“. In der Serie dient es als tragbare Schnittstelle zwischen Computerkern und Crewmitglied. Es gibt persönliche PADDs und solche, die der Weitergabe an Crewmitglieder vorbehalten sind. Die Anzeige eines PADDs wird durch LCARS gesteuert.
Das Akronym „PADD“ wurde von Star Treks wissenschaftlichem Berater Richard Arnold in den frühen Tagen der Serie vorgeschlagen. Es bezieht sich auf das englische Wort notepad (auch: writing pad) ‚Notizblock‘.
Reale Geräte mit vergleichbarer Funktionalität und Aussehen sind: Personal Digital Assistant (PDA), Smart Display, Ultra-Mobile PC, Tablet-Computer und in jüngerer Vergangenheit iPad und Konkurrenzprodukte auf Basis von Android von zahlreichen Anbietern (Samsung, Toshiba, WeTab etc.). Der PDA wurde angeblich durch das PADD inspiriert.

### Replikator
Sogenannte Replikatoren erlauben es, jeden in seiner atomaren Struktur vorher erfassten oder programmierten Gegenstand zu erzeugen. Damit werden vor allem Dinge des täglichen Bedarfs, zum Beispiel Lebensmittel, erzeugt; jedoch ist der Replikator nicht auf solche beschränkt. In der Serie Deep Space Nine wird der Eingang zu einem Wurmloch sogar mit Minen blockiert, die sich selbst replizieren, um explodierte, benachbarte Minen zu ersetzen.
Allerdings ist der Replikator nicht perfekt, einige Male wird gesagt oder angedeutet, dass „echtes“ Essen besser schmeckt. Das Synthetisieren auf molekularer Ebene statt auf Quantenebene, auf der zum Beispiel das Transportersystem arbeitet, ist ein möglicher Grund, warum replizierte Speisen teilweise schlechter schmecken als „echtes“ Essen.
Dadurch lässt sich erklären, dass manche Substanzen wie die Flüssigkeit „Latinum“ (welche zur besseren Handhabung in Gold angeteigt wird) gar nicht oder zumindest nicht gleichwertig hergestellt werden können. Das lässt sich auch aus einem dramaturgischen Gesichtspunkt erklären, weil damit sonst beliebige Reichtümer angehäuft werden könnten. In der Föderation, in der materielle Probleme – nicht zuletzt durch diese Technik – weitgehend beseitigt sind, ist das nicht relevant, da keine Währungsmittel mehr verwendet werden. Bei der Interaktion mit anderen Spezies, insbesondere den Ferengi, musste dann auf dramaturgische Tricks zurückgegriffen werden, damit fiktive, unreplizierbare Substanzen einen nachvollziehbaren Wert haben, eben wie „in Gold gepresstes Latinum“. Ebenso wurde die Replikation von Transwarp-Spulen der Borg als unmöglich erklärt, die die Heimreise der USS Voyager deutlich verkürzt hätten.
Eine mögliche Erklärung dafür, dass Replikatoren die Daten nur molekular speichern, ist, dass die Daten im Gegensatz zum Transporter dauerhaft gespeichert werden müssen und die genaue Speicherung der Quantenzustände viel mehr Speicherplatz beanspruchen würde, und nicht auf Dauer stabil ist.
Als Vorläufer des Replikators gelten der Nahrungsverteiler auf der USS Enterprise (NCC 1701) und der Proteinresequenzer auf der Enterprise (NX-01).

#### Nahrungsverteiler
Als Nahrungsverteiler bezeichnet man im 23. Jahrhundert ein schiffsweites System zur Verteilung von Lebensmitteln. Die Technik ist wesentlich unausgereifter als die des Replikators, weshalb der Nahrungsverteiler als dessen Vorläufer gilt. Die „Programmierung“ des Nahrungsverteilers geschieht über kassettenähnliche Module, die in den Nahrungsverteiler eingeführt werden müssen, um das gewünschte Nahrungsmittel zu erhalten.

#### Proteinresequenzer
Der Proteinresequenzer oder Proteinumformer ist ein Gerät an Bord der Enterprise (NX-01), mit dem Proteine so umgeformt werden können, dass sie eine fertige Speise ergeben. Er findet insbesondere Verwendung, um nicht an Bord befindliche Nahrungsmittel zu erzeugen.

### Schiffscomputer
Der Schiffscomputer der Enterprise vereinigt sehr viele Funktionen, darunter die Integration aller Subsysteme und die Computer-Systeme der Unterabteilungen. Er lässt sich interaktiv, sprachgesteuert und mittels Displays bedienen und wird unter anderem zur Kommunikation und Navigation genutzt. Auch wenn der Schiffscomputer die meisten seiner Funktionen unauffällig im Hintergrund verrichtet, so ist er aber auch Dialogpartner, wenn Besatzungsmitglieder an ihn verbale Anfragen richten, die mit dem Aktivierungswort „Computer!“ eingeleitet werden.
Der Schiffscomputer übernimmt dabei die Funktionen einer semantischen Suchmaschine und eines intelligenten persönlichen Assistenten.
Verbreitung fanden solche Anwendungen ab etwa 2012 vor allem auf Smartphones. Derzeit (Mitte 2019) gibt es unter anderem Google Assistant, Siri (Apple), Alexa (Amazon Echo), Cortana (Microsoft), Bixby (Samsung), Hallo Magenta (Telekom) und HiVoice (Huawei).
Der Schiffscomputer der Enterprise wurde im Original von Majel Barrett und in der deutschen Synchronfassung von Eva-Maria Werth gesprochen.

### Subraum und Subraumkommunikation
Der Subraum ist die Star-Trek-Variante des in der Science-Fiction beliebten Konzeptes eines extradimensionalen Hyperraums. In Star Trek ist dieser Raum nicht physisch erfassbar, es gibt keinerlei Reisen von Raumschiffen in diesen Subraum hinein und es gibt auch keine optische Darstellung aus dem Inneren dieses Subraums. In der Voyager-Episode Das wirkliche Leben wird Tom Paris in einem Shuttle durch einen sogenannten Astralwirbel in eine Schicht zwischen Normalraum und Subraum gezogen. Diese Schicht wurde als stürmische Region mit wolkenähnlichen Gebilden und tornadoartigen Trichtern dargestellt. Ansonsten erscheint der Subraum als bildliche Darstellung meist nur in Zusammenhang mit Raumanomalien wie Subraumspalten, Subraumrissen oder anderen exotischen Verwerfungen innerhalb des Raum-Zeit-Kontinuums.
Durch Rückgriff auf das Subraum-Konzept werden dramaturgisch wichtige fiktive Techniken wie Langstrecken-Echtzeitkommunikation, Zeitreisen und Flüge mit Überlichtgeschwindigkeit erklärt. Oftmals werden dafür abgeleitete Begriffe aus dem Wort Subraum gebildet, beispielsweise Subraumenergie, Subraumfeld, Subraumspektrum, Subraumspule oder Subraumwelle, die dann als Erklärung für die Funktion fiktiver technischer Geräte angewendet werden.
Die Darstellung des Konzepts der Subraumkommunikation in den Serien ist nicht konsistent: Während in den meisten Folgen der Serien eine unverzögerte Kommunikation viele Lichtjahre über den Hyperraum hinweg dargestellt wird, müssen die Protagonisten gelegentlich mehrere Tage auf eine Nachricht warten, wenn es die jeweilige Dramaturgie erfordert.

### Trägheitsdämpfer
Um die bei der Beschleunigung der Raumschiffe auftretenden Kräfte zu eliminieren, wird in Star Trek ein Trägheitsdämpfer verwendet. Allerdings würde ein „realer“ Trägheitsdämpfer auch die bei Weltraumkämpfen auftretenden Kräfte kompensieren, so dass sich niemand an den Konsolen festhalten müsste. Aus dramaturgischen Gründen erzeugen Weltraumkämpfe in Star Trek dennoch beeindruckende Erschütterungen innerhalb der Raumschiffe. Fans wenden gegen dieses Argument meist ein, dass ein Treffer auch eine Fehlfunktion des Dämpfers hervorrufe und die Erschütterung daraus entstehe.
Im Technical Manual zu Raumschiff Enterprise – Das nächste Jahrhundert von Rick Sternbach und Michael Okuda wird erklärt, dass der Trägheitsdämpfer eine gewisse Zeit benötigt, um Bewegungen des Schiffes, etwa bei Richtungswechsel oder Einschlägen zu registrieren und dann auszugleichen. Trotzdem dürfte der Effekt dem gleichen dramaturgischen Problem geschuldet sein wie das Explodieren der Konsolen, wenn das Raumschiff bei einem Gefecht getroffen wird. Eine technische Vorstellung der Funktionsweise eines Trägheitsdämpfers gibt es bisher nicht, jedoch könnte man eine Erklärung in den Higgs-Teilchen finden, die der Materie ihre Masse vermitteln.

### Traktorstrahl
Traktorstrahlen sind dem Künstliche-Schwerkraft-System artverwandte Energiestrahlen. Sie werden benutzt, um andere Objekte festzuhalten. Man kann mit ihnen auch andere Raumschiffe heranziehen, Asteroiden ablenken und wegstoßen, die zu groß für den Deflektor sind, und Shuttles sicher in den Hangar lenken. Beim Bergen von manövrierunfähigen Raumschiffen wird der Traktorstrahl als eine Art Abschleppseil verwendet.

### Transporter

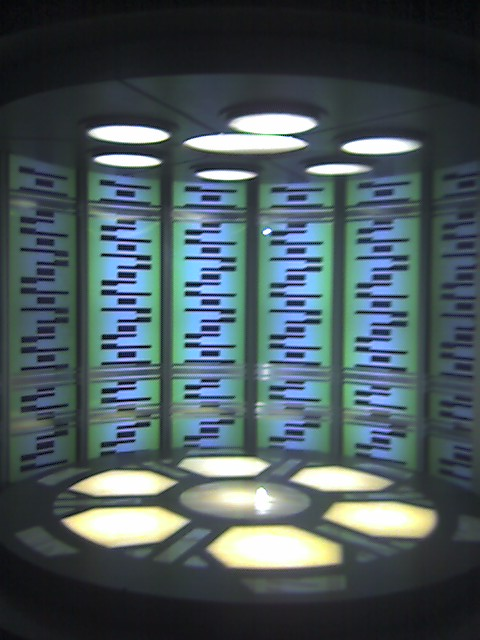
Transporter aus Raumschiff Enterprise – Das nächste Jahrhundert

Der Transporter ist ein in den Star-Trek-Serien und -Filmen dargestelltes, fiktives Gerät, das es ermöglicht, Gegenstände und Personen in kürzester Zeit von einem Ort zu einem anderen zu transportieren. Von den Protagonisten der Serien wird der Vorgang selbst als „Beamen“ (von Englisch to beam – strahlen) bezeichnet. Das Beamen ist eines der bekanntesten Konzepte aus den Star-Trek-Produktionen und hat in vielfältiger Weise Eingang in die Alltagskultur gefunden. Der Begriff „Beamen“ hat sich als Anglizismus im Deutschen etabliert. “Beam me up, Scotty” (deutsch: „Beam mich hoch, Scotty“) gilt als bekanntester Satz der Star-Trek-Geschichte, wurde aber in diesem Wortlaut niemals von irgendeiner Figur in einer ST-Serie oder -Film tatsächlich ausgesprochen.
Nach einer Lesart wurde in der ersten Star-Trek-Serie Raumschiff Enterprise der 1960er-Jahre  Teleportation aus Kostengründen eingeführt, um in der Produktion aufwendige und kostenintensive Landesequenzen auf fremden Planeten einsparen zu können. Jedoch gibt es Belege, dass der Produzent Gene Roddenberry das Beamen bereits in seinen Entwürfen zur Serie eingearbeitet hatte, bevor das Thema Kosten eine Rolle spielte. Roddenberry habe einmal in einem Gespräch mit dem Astronauten Alan Shepard zugegeben, keine Ahnung davon zu haben, wie man „so ein Ding“ (gemeint ist ein Raumfahrzeug) auf einem Planeten lande. Also habe er das Konzept der Teleportation aus dem Film Die Fliege geklaut und so perfektioniert, dass zwei gleichzeitig teleportierte Körper eben nichts mehr miteinander austauschen. Deswegen heiße es ja auch nicht mehr „Teleportation“, sondern „Beamen“.
Das Konzept des Beamens wirft aus heutiger wissenschaftlicher Sicht etliche Probleme auf, die es, so wie in Star Trek dargestellt, wohl längerfristig unmöglich machen.

#### Heisenberg-Kompensator
- Laut heisenbergscher Unschärferelation ist es nicht möglich, zu einem bestimmten Zeitpunkt sowohl den Ort als auch die Geschwindigkeit und Richtung eines subatomaren Partikels beliebig genau festzustellen. In Star Trek wird dieses Problem durch den sogenannten Heisenberg-Kompensator umgangen. Auf die Frage, wie der Heisenberg-Kompensator denn funktioniere, antwortete Michael Okuda lapidar: „Er funktioniert sehr gut, danke.“[9] Andererseits ist die Aufenthaltswahrscheinlichkeit dieser Teilchen durch ihre individuellen Wellenfunktionen, beispielsweise Elektronenorbitale in Atomen, eindeutig definiert, sodass eine genaue Orts- und Bewegungsbestimmung nicht notwendig für eine Übertragung wäre. Jedoch ist es ungeklärt, ob eine Übertragung der Wellenfunktion überhaupt und ohne Kollaps möglich ist (vergleiche Interpretationen der Quantenmechanik).
- Für die Aufhebung der atomaren Bindung müssten die Atome des zu beamenden Objekts, also zum Beispiel ein Mensch, sehr hohen Energiemengen ausgesetzt werden. Diese Energiemengen würden lokal so hohe Temperaturen und Strahlungen hervorrufen, dass die direkte Umgebung des Transporters und der Transporter selbst zerstört werden würden.
- Aus philosophischer Sicht stellt sich die Frage, ob dabei nicht etwa das Individuum getötet und ein Zwilling oder Klon von ihm produziert wird. So etwas, durch die Anwesenheit spezieller Pflanzen im Transporterstrahl verursacht, ereignet sich in der VOY-Folge Tuvix. Die Materieströme von Neelix und Tuvok vermischen sich nach einem Außeneinsatz zu einem neuen Individuum, was eine Reihe von moralischen Aspekten für und gegen die Trennung beider Individuen durch ein vom Holodoktor entwickeltes Markierungsverfahren nach sich zieht.
- Unklar ist auch, was mit dem Bewusstsein der transportierten Menschen passiert, da nicht vollständig geklärt ist, ob das Bewusstsein, also Geist und Seele, sich nur im Körper selbst befinden. Als Hoshi in der Folge Vermisst (engl. Vanishing Point) erstmals den Transporter verwendet, hat sie während des achtsekundigen Beamens einen Klartraum, der ihr wie ein ganzer Tag vorkommt. In der TNG-Folge Todesangst beim Beamen nimmt Lt. Barclay während des Beamens Wesen wahr, welche sich später als verschollene Personen herausstellen.

Mit der Quantenteleportation ist es inzwischen in der Realität gelungen, die Eigenschaften eines atomaren Teilchens auf ein anderes zu übertragen. Auch ein „Kompensator“ ist dabei unnötig, weil die Unschärferelation umgangen wird. Die Quantenteleportation darf jedoch nicht mit dem in den Star-Trek-Produktionen dargestellten Beamen verwechselt werden.

#### Überlichtteleportation
Neben dem gewöhnlichen Transporter der Sternenflotte, der auch von den meisten Völkern verwendet wird, gibt es auch eine Reihe alternativer fiktiver Entwicklungen. Diese zielen darauf ab, mit Überlichtgeschwindigkeit über größere Entfernungen Dinge zu teleportieren. Dabei werden unterschiedliche physikalische Grundlagen verwendet, beispielsweise die Teleportation mittels Raumfaltung, ohne vollständige Auflösung des zu beamenden Objektes. Manchmal werden sie als Alternative anstelle eines Überlichtantriebs genutzt, oftmals aber primär als ein zusätzliches militärisches Mittel. Über die Universalportale der Iconianer, einem bekannten Vertreter dieser Technik, gibt es sogar eine komplette Romanserie namens Gateways.
Beispiele:
- Iconianisches Portal (Gateway)
- Nyrianischer Translokator
- Rutianischer Inverter
- Sikarianischer Raumtrajektor
- Sporenantrieb der USS Discovery und USS Glenn
- Subquanten-Transporter
- Subraum-Transporter
- Transwarp-Beamen
- Zenotaph (Transport mittels „Subraumvakuolen“)

#### Zeit- und Alternativrealitäts-Teleportation
Außerdem gibt es Transportvorrichtungen, die in der Lage sind, Zeitreisen zu vollziehen oder Personen in anderen Realitäten zu versetzen.
Beispiele:
- Atavachron
- Hüter der Ewigkeit
- multidimensionaler Transporter
- temporaler Transporter der zukünftigen Sternenflotte
- Vosks-Zeitkanal
- Zeitportal auf Golana

### Tricorder

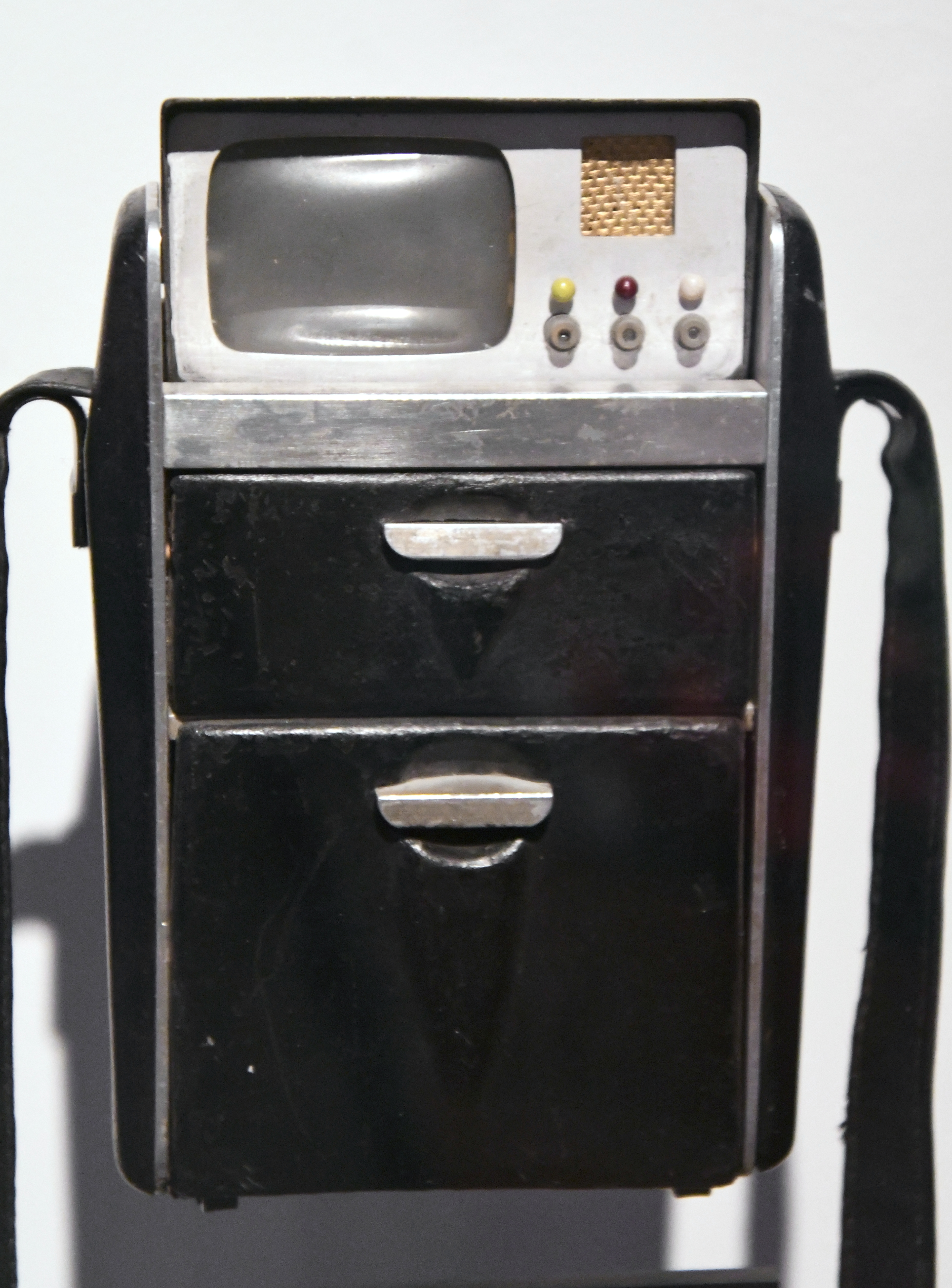
Tricorder aus Raumschiff Enterprise

Der Tricorder – auch „Trikorder“ geschrieben – ist ein handliches Gerät, das je nach Variante verschiedenste physikalische oder auch medizinische Größen messen kann. Auch lässt sich mit einem Tricorder feststellen, ob sich Personen („Lebenszeichen“) in der näheren Umgebung befinden. Wie das funktionieren soll, wird jedoch nicht erklärt – laut einer offiziellen Quelle sollen im Tricorder über 200 verschiedene Sensoren sein. Es sind zwei Varianten üblich, der wissenschaftliche Tricorder für Wissenschaftsoffiziere und die normale Crew und der medizinische Tricorder für Medizinpersonal, der auf genaue medizinische Diagnose und biologische Messungen spezialisiert ist. Der Wissenschaftliche Tricorder eignet sich dagegen neben physikalischen Messungen nur zum Messen von Lebenszeichen und bestenfalls zur Unterstützung von Erste-Hilfe-Maßnahmen. Die ersten in der Serie auftauchenden Geräte hatten eine frappierende Ähnlichkeit mit handelsüblichen tragbaren Kassettenrekordern. Das optional angewandte kleinere Modul (wurde meist vom Schiffsarzt zur Untersuchung verwendet) war ein mit Blinklichtern ausgestatteter Salzstreuer aus Glas.
Von der Firma Vital Technologies Corporation wurde ab 1996 ein Messgerät verkauft, das einem Tricorder ähnlich ist und ebenfalls verschiedene Größen messen kann.
Im Mai 2011 wurde von der X-Prize Foundation ein Preis von 10 Millionen US-Dollar für denjenigen ausgelobt, der ein mobiles Gerät entwickelt, das „Patienten besser als oder genauso gut wie ein Gremium approbierter Ärzte diagnostizieren kann“. Der Start des Tricorder X Prize sollte Anfang des Jahres 2012 sein. Der tatsächliche Start des Projekts war dann der 10. Januar 2012 und es sollte dreieinhalb Jahre laufen.

### Waffen

#### Defensive Waffen

##### Schilde
Im Star-Trek-Universum sind viele Schiffe mit Energieschilden ausgestattet, die vor Waffenbeschuss, elektromagnetischer Strahlung, Beamen oder kosmischer Strahlung schützen. Alle Schiffe der Sternenflotte besitzen derartige Schilde. Bei Überlastung fallen sie in der Regel aus, so dass das Schiff schutzlos wird. Eine kritische Komponente des Schildsystems ist die Frequenz: Durch eine geschickte Modulierung und Anpassung an die Frequenz gegnerischer Waffensysteme kann man eine fast hundertprozentige Ableitung erzielen. Sind dagegen die gegnerischen Waffenfrequenzen genau auf die Schildmodulation eingestellt, durchdringen die feindlichen Waffen diese mühelos und beschädigen direkt die Schiffshülle.

##### Tarnung
Manche Raumschiffe, insbesondere solche der Romulaner und Klingonen, besitzen eine Tarnvorrichtung. Diese erzeugt ein Feld, das die Raumschiffe optisch und für die Sensoren unsichtbar macht, indem es Licht und andere Strahlen um das Raumschiff herum leitet. Bis auf wenige Ausnahmen sind die Schiffe beider Spezies nicht in der Lage, Waffen zu feuern, so lange die Tarnung aktiv ist.
In einer Episode der Serie Raumschiff Enterprise – Das nächste Jahrhundert wurde eine sogenannte Interphasen-Tarnvorrichtung vorgestellt. Diese war in der Lage, ein Objekt während dessen aktiver Interphasen-Tarnung Materie durchdringen zu lassen. Beim Deaktivieren der Technik bestand die Gefahr, das vorher getarnte Objekt mit einem anderen Objekt, das sich an der Stelle der Enttarnung befindet, zu „verschmelzen“. So verstarb die Besatzung des Prototypen-Raumschiffes an den Folgen der „Verschmelzung“ mit einem Asteroiden.

#### Phaser
Der Phaser (Phased Energy Rectification) ist die Star-Trek-Variante der im Science-Fiction-Genre üblichen Strahlenwaffen, der Name lehnt sich an den realen Laser an. Innerhalb der Serien und Filme wird der „Strahl“ des Phaser von den Protagonisten manchmal als Energiestrahl und manchmal als Partikelstrahl bezeichnet. Außerdem wird oft davon gesprochen, dass der Strahl sich mit Lichtgeschwindigkeit fortbewege, was jedoch den verwendeten visuellen Effekten widerspricht. In den Produktionen werden diese Strahlenwaffen sowohl als Handwaffen wie auch als Bewaffnung der Raumschiffe gezeigt, die auch jeweils ähnlich visualisiert werden.
Disruptoren
sind eine andere Variante von in Star-Trek-Produktionen gezeigten Strahlenwaffen. Im Gegensatz zu den Phasern sind sie mit unterschiedlichen visuellen Effekten verknüpft, bei denen statt eines durchgehenden Strahls Lichtkugeln gezeigt werden und in manchen Fällen außerdem die getroffenen Personen vollständig verschwinden.
Impulsphaser
sind eine weitere Variante, die durch eine impulsartige Entladung der gespeicherten Energie einen wellenförmigen Strahl abgeben, der insbesondere höhere Wirkung gegen Borgtechnik aufweist. Die USS Defiant aus DS9 hat vier dieser Waffen zur Verfügung.

#### Torpedos

##### Fusionstorpedo
In der Serie Star Trek: Enterprise, die chronologisch vor den anderen Serien spielt, benutzen die Menschen Torpedos auf der Basis von Kernfusion. Erst im Verlauf der Serie werden die auf Antimaterie basierenden Photonen-Torpedos eingesetzt.

##### Photonik- bzw. Photonen-Torpedo
Photonen-Torpedos, in Star Trek Enterprise „Photonik-Torpedos“ genannt, und „Antimaterie-Torpedos“ sind mit Materie (hier Deuterium) und Antimaterie (Antideuterium) gefüllte Geschosse. Die Wirkung basiert auf der Annihilation von Materie und Antimaterie. Die Lagerung des Antideuteriums erfolgt in einer magnetischen Flasche. Kurz vor der Detonation werden beide Komponenten in eine spezielle Kammer gegeben, jedoch weiterhin magnetisch voneinander getrennt gehalten. Die Detonation wird schließlich durch das Abschalten des Magnetfelds hervorgerufen. Bei der Verschmelzung von Materie und Antimaterie entstehen Photonen, daher erklärt sich die Bezeichnung Photonen-Torpedo. Nach der Einsteinschen Formel E = m·c² ergibt sich bei einer Nutzlast von einem Kilogramm (0,5 kg Deuterium + 0,5 kg Antideuterium) eine Energieausbeute von 1 kg · (300.000.000 m/s)² = 90.000.000.000.000.000 Joule (entspricht 21,5 MT). Photonen-Torpedos haben bis zu 1,5 kg Antideuterium + 1,5 kg Deuterium, was einer maximalen Sprengkraft von ca. 64,5 MT entspricht. Zum Vergleich: Reale 2-stufige Wasserstoffbomben erreichen Sprengkräfte bis zu 15 MT, die größte (Zar-Bombe, 2-stufig) hatte eine Explosivkraft von 57 MT.
Die Vernichtungskraft von Photonen-Torpedos in Star Trek wird aus filmtechnischen Gründen wesentlich geringer dargestellt. So haben beispielsweise mehrmals Personen in unmittelbarer Nähe von einschlagenden Photonen-Torpedos auf Planetenoberflächen überlebt.
Weiterhin ist zu beachten, dass im Weltraum mangels Atmosphäre keine Druckwelle entstehen kann, die bei Explosionen auf der Erde maßgeblich für die Zerstörung verantwortlich ist. Der größte Teil der Energie einer Nuklearexplosion wird im Weltraum über die dabei entstehende elektromagnetische Strahlung übertragen und verursacht Verbrennungen anstelle von mechanischen Schäden.
Leere Torpedohüllen werden in Star Trek außerdem zur Weltraumbestattung genutzt, ähnliche Objekte in einzelnen Extremfällen auch zum Personentransport. Die Weltraumbestattung wurde, nach diesem Vorbild, in wesentlich kleinerem Maßstab bereits durchgeführt.

##### Quanten-Torpedo
Quanten-Torpedos verwenden statt einer Materie-Antimaterie-Reaktion wie bei Photonen-Torpedos eine komplexe quantenphysikalische Technik, um möglichst viel Energie gegen gegnerische Objekte freizusetzen. Im technischen Handbuch zur Serie Deep Space Nine wird beschrieben, dass eine gewöhnliche Antimaterie-Explosion dazu benutzt wird, eine Form exotischer Materie (der Autor des Buches schreibt von elfdimensionalen Membranen) zu erzeugen, die bei ihrem Zerfall eine größere Menge Energie freisetzt als zu ihrer Erzeugung aufgewendet werden müsste. Die zusätzliche Energie entstammt dabei dem fiktiven Subraum, der auch schon für den Warp-Antrieb eine wichtige Rolle spielt. Damit gehören Quanten-Torpedos zu Waffen auf Basis von Vakuumenergie. Laut dem Handbuch ist ihre Sprengkraft etwa doppelt so groß wie die eines gleich großen Photonen-Torpedos.

#### Sonstige Waffen
Daneben existiert eine Vielzahl weiterer Torpedos und Raketen, die nur für einzelne Episoden eingeführt worden sind. Vier bekannte Beispiele sind:
- Transphasen-Torpedos werden ein einziges Mal von der USS Voyager in der Folge Endspiel verwendet. Sie wurden von Admiral Janeway aus der Zukunft mitgebracht, um sich gegen die Borg erfolgreich verteidigen zu können. Der Bezeichnung nach bedienen sich diese Torpedos einer Phasenverschiebung von Materie und Energie, wodurch sie ihre explosive Fracht im Inneren feindlicher Raumschiffe zur Detonation bringen.
- Chronoton-Torpedos, die ebenfalls nur in der Serie Star Trek Voyager auftauchen, werden dort von einer Spezies namens Krenim verwendet. Dadurch, dass der Torpedo mit einer Hülle umgeben ist, die ihn dem normalen Zeitfluss entzieht, kann er Schutzschilde von Raumschiffen durchdringen. Er funktioniert insofern ähnlich wie ein Transphasen-Torpedo, weil er die feindlichen Schilde umgeht, statt sie zu zerstören.[18]
- Polaronwaffen (Strahlen und Pulse), die in der Serie Star Trek Deep Space Nine auftauchen, werden während des dort dargestellten Dominion-Krieges von den Feinden der Föderation verwendet. Sie durchdringen anfangs, wie die Chroniton-Torpedos, die Schutzschilde der Sternenflotte, können später aber neutralisiert werden.
- Energie-Dämpfungswaffen/-Dissipatoren sind ebenfalls in Star Trek Deep Space Nine im dargestellten Dominion-Krieg eingesetzte Waffen. Sie wurden von einer Spezies namens Breen entwickelt und legen die elektrischen Systeme an Bord eines getroffenen Raumschiffes lahm. Sie werden am Ende des Krieges von der Sternenflotte ebenfalls neutralisiert.

Zusätzlich gibt es noch stark verkleinerte (13 cm lange) Formen diverser Torpedos, die auf Shuttles und sonstigen kleinen Schiffen eingesetzt wird.

### Zeitmaschinen/Zeitreisen
Mehrfach wird in Star Trek die Möglichkeit des Zeitreisens behandelt. Diese scheinen auch ohne spezielle Zeitreisetechnik möglich, insofern ein Schiff „lediglich“ mit Lichtgeschwindigkeit in das Schwerefeld einer Sonne eindringen muss, um dann rückwärts durch die Zeit geschleudert zu werden (Star Trek IV). Mehrere Zivilisationen wie z. B. die Borg, die Q oder die Krenim beherrschen verschiedene Zeitreisetechniken. Den technischen Hintergrund für maschinell beeinflussbare Zeitvorgänge bilden zumeist die fiktiven Chroniton-Partikel, wie in den Chroniton-Torpedos (siehe Waffentechnik) oder im Zeitwaffenschiff der Krenim.
Die Möglichkeit des Zeitreisens wird in der realen Physik diskutiert, doch bzgl. Reisen in die Vergangenheit weitgehend als nicht möglich betrachtet.